# Vallée de Tawera
Tawera Vallis
La vallée de Tawera (désignation internationale : Tawera Vallis) est une vallée située sur Vénus dans le quadrangle d'Ix Chel Chasma. Elle a été nommée en référence au nom māori de la planète Vénus.